# شنقار

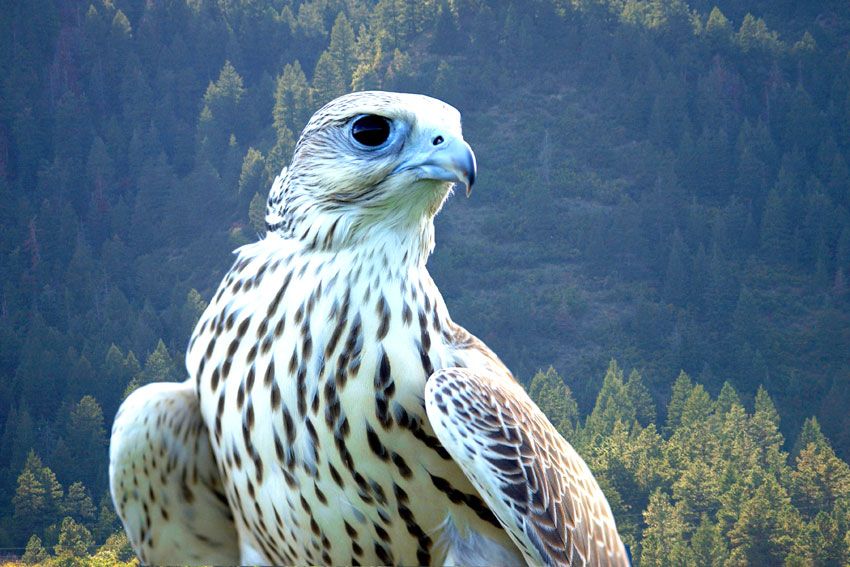
دورگهٔ جوان بالابان و شنقار متعلق به نیروی هوایی آمریکا

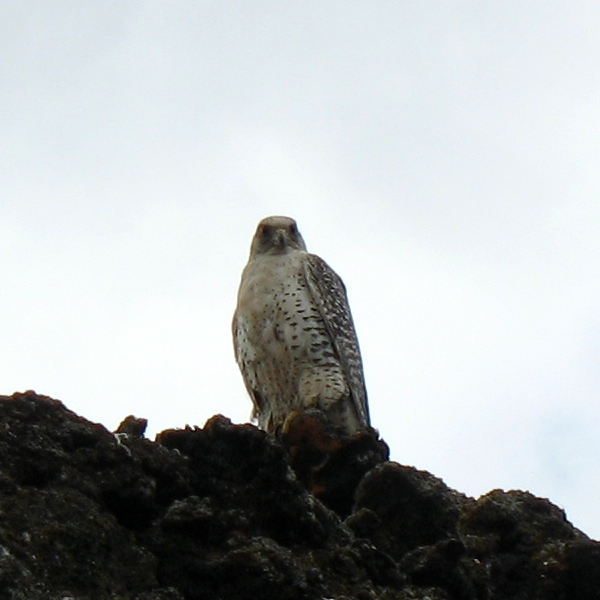
شنقار بالغ وحشی در ایسلند

شُنقار (نام علمی: Falco rusticolus) یا باز سیاه‌چشم بزرگ‌ترین گونه از سرده شاهین است. این پرنده از دیرباز محبوب‌ترین یا دست‌کم یکی از محبوب‌ترین پرندگان شکاری در بازداری بوده است. بین وایکینگ‌ها از اعتبار خاصی برخوردار بود و اکنون نیز این پرنده نماد ملی ایسلند است. نام چرغ (Gyro) که هم برای این پرنده و هم برای نزدیک‌ترین خویشاوندش بالابان به کار می‌رود، به عادت آن در پرواز در مسیرهای دایره‌ای در قلمرو خود برای جستجوی شکار اشاره دارد.
شنقار بومی مناطق شمالی اوراسیا و آمریکای شمالی در قطب شمال است اما برخی از آنها به‌طور اتفاقی در فصل زمستان به مناطق جنوبی‌تر هم می‌آیند. این شنقارهای سرگردان حتی ممکن است با گونه‌های نزدیک به خود (به خصوص بالابان) جفت‌گیری کرده و دورگه‌های کاملاً بارور بدهند.
این پرنده در کنار لاچین، بالابان و شاهین بلوچی در زیرسرده شاهین‌های مقدس (Hierofalco) قرار می‌گیرد. این چهار گونه در زمانی حدود ۱۱۵ تا ۱۳۰ هزار سال پیش از هم جدا شدند اما دورگه‌ شدن‌های پی‌درپی آنها سبب تا تعیین تبار و بررسی ژنتیکی آنها بسیار دشوار شود. این چهار گونه اکنون نیز در اسارت به راحتی با یکدیگر (و حتی با شاهین معمولی) دورگه می‌دهند و به‌ویژه دورگه‌های شنقار و بالابان معمول‌تر هستند. ممکن است بالابان آلتایی نیز از دورگه‌های طبیعی بالابان و شنقار ایجاد شده باشد.

## ویژگی‌های جسمی
شنقار شاهینی بسیار بزرگ (بزرگ‌تر از بالابان) است. نرها ۴۸ تا ۶۱ سانتی‌متر طول، ۸۰۵ تا ۱۳۵۰ گرم وزن و فاصلهٔ دو سر بال ۱۱۰ تا ۱۳۰ سانتیمتر دارند. ماده‌ها بزرگ‌ترند و ۴۱ تا ۶۵ سانتیمتر طول، ۱۲۴ تا ۱۶۰ سانتی‌متر فاصلهٔ دو سر بال و ۱۱۸۰ تا ۲۱۰۰ گرم وزن دارند.
شنقار تنوع رنگی بسیار زیادی شامل سفید، سیاه، نقره‌ای و قهوه‌ای دارد. پرنده‌های بومی شمال گرینلند اغلب سفیدرنگ هستند و پرنده‌های بومی ایسلند هم بیشتر رنگ‌های روشن دارند، در حالی‌که در مناطق دیگر رنگ‌های تیره‌تر معمول‌تر است.
شنقارها هم مثل دیگر پرندگان شکاری با توجه به شیوه زندگی خود به ندرت ممکن است با عوامل بیماری‌زا برخورد کنند و در نتیجه سیستم ایمنی ضعیفی دارند. سیستم ایمنی شنقار حتی در مقایسه با شاهین‌های دیگر هم بسیار ضعیف‌تر است، چون در محیطی سردسیر با کمترین آلودگی‌ها زندگی می‌کنند. به همین دلیل در مقابل میکروب‌های رایج در محیط‌های انسانی (مثل آنفلوآنزای پرندگان) بسیار آسیب‌پذیر هستند و بسیاری از شنقارها بلافاصله پس از زنده‌گیری بیمار شده و می‌میرند.

## طعمه‌ها و شیوهٔ شکار
شنقار فقط از پرندگان و پستانداران تغذیه می‌کند و مثل دیگر Hierofalcoها بیشتر اوقات به صورت افقی شکار خود را تعقیب می‌کند و کمتر همچون شاهین بحری شیرجه‌های عمودی پرسرعت می‌زند. بیشتر شکارها اگر روی هوا هم شکار شوند و در روی زمین کشته می‌شوند.
اندازهٔ پرندگانی که شکار شنقار می‌شوند از گنجشک‌سانان کوچک تا غاز وحشی و اندازهٔ پستانداران هم از حشره‌خوارها (کوچک‌ترین گروه پستانداران) تا مارموتها (که گاهی تا ۳ برابر شکارچی وزن دارند) متغیراست. ولها، سنجاب زمینی و خرگوش صحرایی از شکارهای پستاندار معمول و لاگوپوس و پرندگان اقیانوسی از پرندگان طعمهٔ معمول هستند. لاشه‌خواری در آنها به ندرت مشاهده شده است.

## زادوولد
این پرنده معمولاً در دیوارهٔ صخره‌ها آشیانه می‌کند. البته آنها خودشان لانه نمی‌سازند و از لانه‌های رهاشده پرندگان دیگر به‌ویژه عقاب طلایی و غراب معمولی استفاده می‌کنند. تعداد تخم‌ها ۱ تا ۵ است و۲ تا ۴ تخم معمول است. دورهٔ تفریخ ۳۵ روز است و جوجه‌ها در هفتهٔ هفتم یا هشتم به پرواز درآمده و در سه یا چهار ماهگی از والدین خود مستقل می‌شوند اما ممکن است برادر و خواهرها تا آخر زمستان در کنار هم بمانند.

## دشمن طبیعی و تهدیدها
عقاب طلایی تنها دشمن طبیعی این پرنده است اما آنها هم بسیار به ندرت جرئت رویارویی با این شاهین را پیدا می‌کنند. شنقارها به حیواناتی که به لانه آنها بسیار نزدیک شوند حمله‌ور شده و حتی گزارش شده که به خرس قهوه‌ای حمله کرده‌اند. غراب معمولی تنها پرنده‌ای است که با موفقیت توانسته است تا تخم یا جوجه‌های این پرنده را بدزدد.
انسان‌ها به صورت عمدی (از طریق زنده‌گیری) و تصادفی (برخورد با اتوموبیل یا گذاشتن طعمهٔ مسموم برای کشتن لاشه‌خواران زمینی) عامل اصلی مرگ‌ومیر در این پرندگان شکاری هستند. پرندگانی که اگر سال اول عمر خود را زنده بمانند می‌توانند تا ۲۰ سال عمر کنند.
شنقار با توجه به گستردگی قلمرو و منطقهٔ کمتر مسکونی محل زندگی خود چندان با تخریب زیستگاه مواجه نشده‌اند اما آلودگی‌ها به‌ویژه استفاده از سموم آفت‌کش در میانه‌های سدهٔ بیستم جمعیت آنان را کاهش داد. آنها تا سال ۱۹۹۴ گونهٔ در معرض تهدید به حساب می‌آمدند اما بهبود استانداردهای زیست‌محیطی در کشورهای توسعه‌یافته اجازهٔ افزایش جمعیت این پرنده را در سال‌های بعدی داده و آنها اکنون گونهٔ کمیاب یا در خطری محسوب نمی‌شوند و در ردهٔ کمترین نگرانی از فهرست آی‌یوسی‌ان قرار گرفته‌اند.

## در بازداری سنتی
شنقار در کنار بالابان و بالابان آلتایی از محبوب‌ترین پرندگان شکاری برای بازداران بوده‌اند. ابن سعید مغربی جغرافیدان و مورخ عرب (مرگ در ۱۲۸۶ م) از شاهین‌هایی سخن به میان آورده است که از جزایری در غرب ایرلند می‌آورند و سلطان مصر برای هر کدام از آنها هزار دینار طلا می‌دهد (اگر در سفر مرده باشند ۵۰۰ دینار).

## نگارخانه

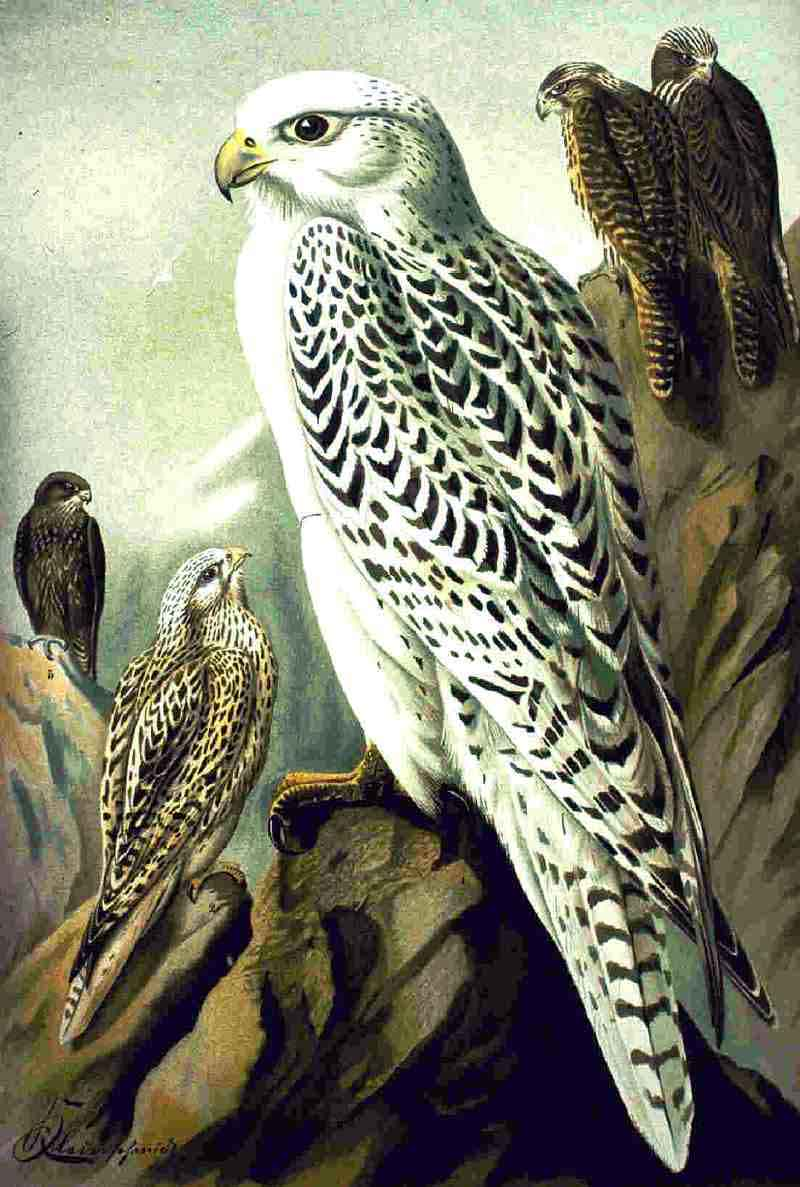
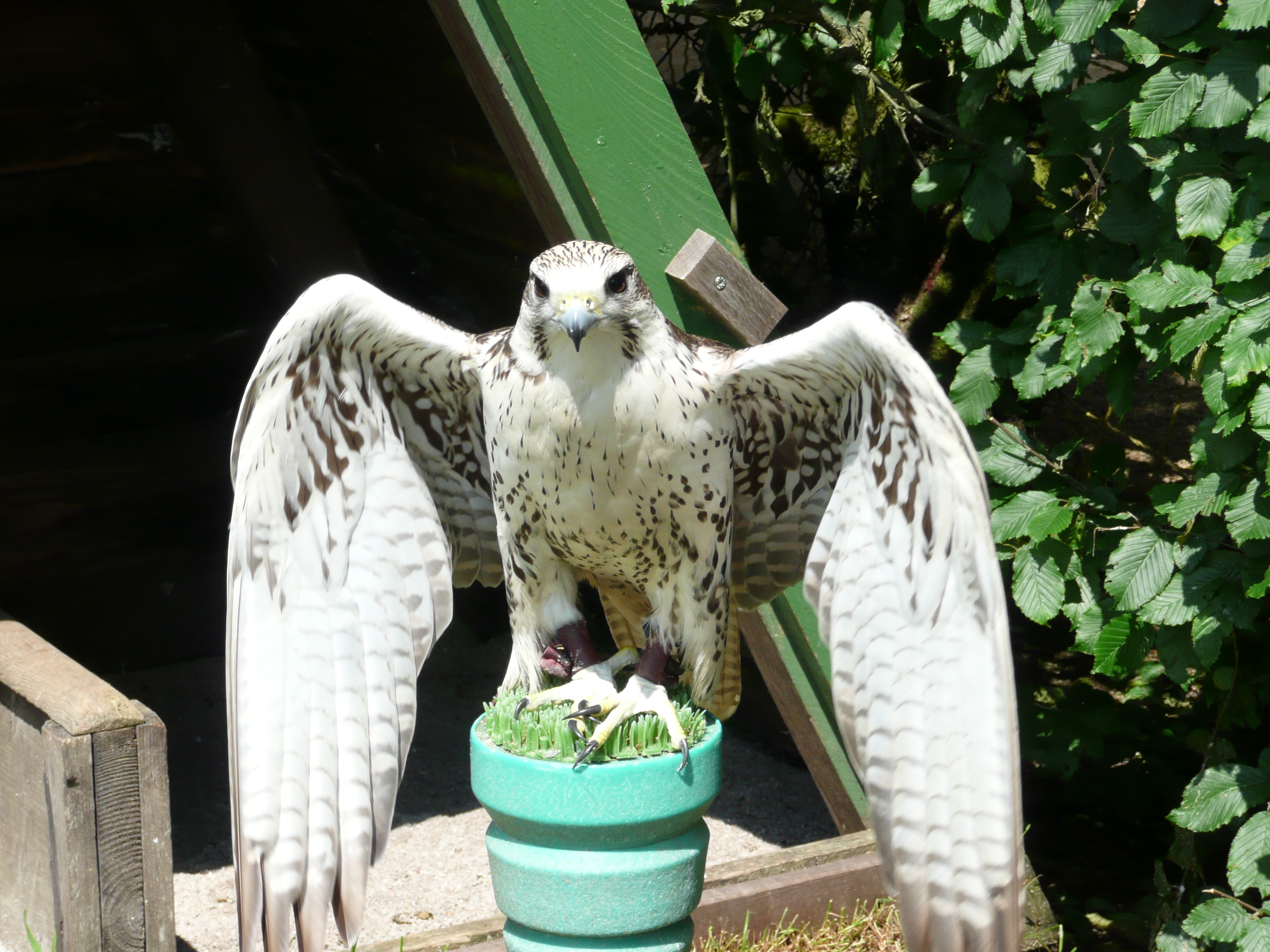
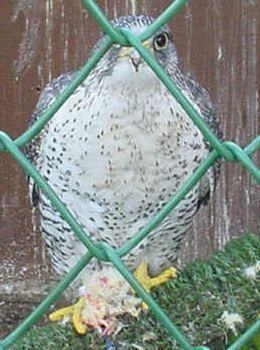
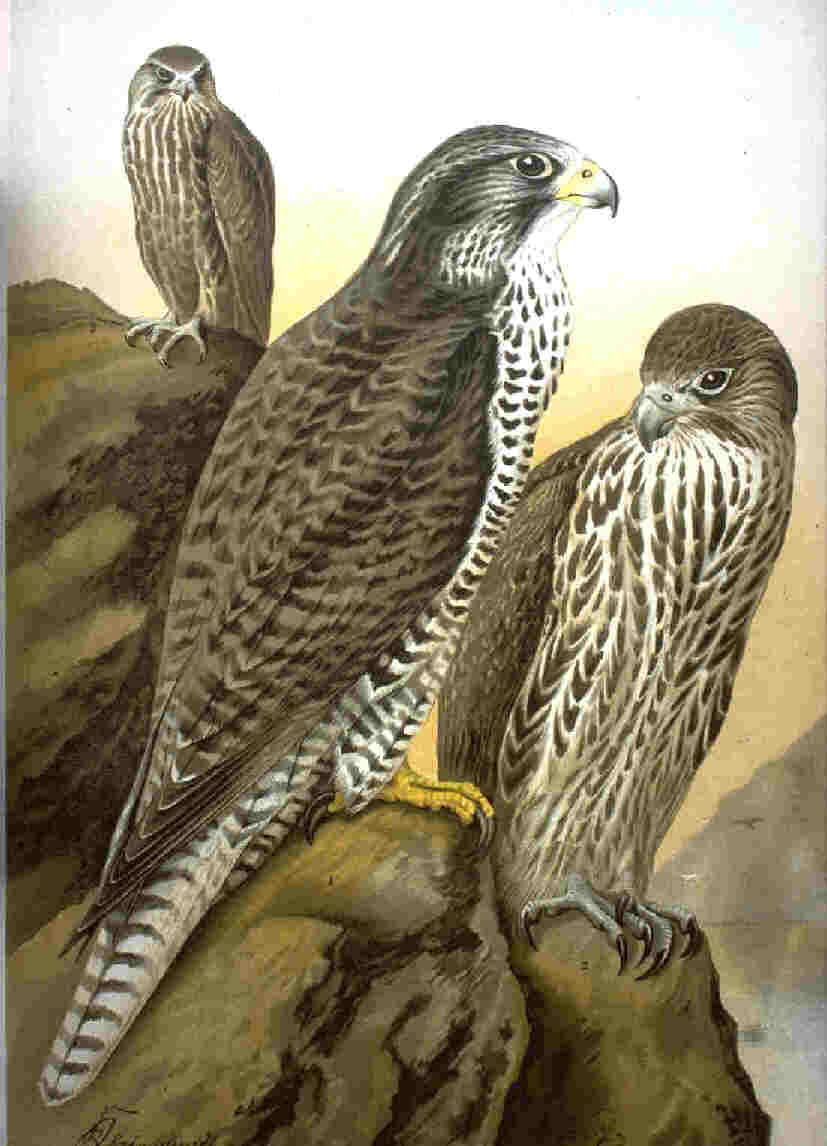